# 鲁姓
魯姓是一個中國人的姓氏，在《百家姓》中排名第49位。

## 姓氏源流
鲁姓源出有二：
一、出自姬姓，为周武王的弟弟姬旦之后。
据《通志·氏族略》、《姓氏考略》及《元和姓纂》等所载，周武王封其弟周公旦之子伯禽于鲁国（今山东省曲阜市），是为鲁公。鲁国从周公开始，到顷公一共传了三十多代，春秋以后逐渐衰落。到了战国时，鲁国被楚国的考烈王灭掉。被迫迁居下邑（指国都以外的所属城邑）。其后代子孙遂以国名为姓，称为鲁氏，望出扶风郡。鲁氏族人大多尊奉周公姬旦为得姓始祖。 （页面存档备份，存于）
二、出自其他民族改姓而来： （页面存档备份，存于）
- 1）出自东晋时期北方乌桓民族，属于汉化改姓为氏。 据史籍《通鉴》记载：“东晋时乌桓人有鲁氏。” 随着乌桓民族的汉化融合过程，该支由乌桓族人形成的鲁氏，成为汉族鲁氏的重要一支，世代相传至今，是为山西、河北、陕西鲁氏之主源之一。
- 2）金时女真人孛术鲁氏汉姓为鲁。
- 3）清时甘肃平番县土司巩卜失加（元蒙古人后裔），明时赐姓鲁。
- 4）清满洲八旗姓秦楚鲁氏、博都里氏有改鲁姓者。
- 5）佤族姓木依库氏，子孙分别以三子之名为姓，其一曰鲁。
- 6）清满洲人姓，世居沈阳者有鲁姓。
- 7）今彝、白、苗、土家、布依、朝鲜等民族均有鲁姓。

## 堂号
- 三异堂：源出东汉宰相鲁恭。
- 琴书堂
- 扶风堂
- 敦厚堂
- 五经堂
- 孝思堂

## 延伸阅读
[在维基数据编辑]
 《百家姓》
 《欽定古今圖書集成·明倫彙編·氏族典·魯姓部》，出自陈梦雷《古今圖書集成》